# EC Motorsport
EC Motorsport – włoski zespół wyścigowy, startujący w latach 1998-2000 w World Series by Nissan. Siedziba zespołu znajdowała się we włoskiej miejscowości Rosate.
W pierwszym sezonie startów w World Series by Nissan kierowcy zespołu – Nicolás Filiberti i Patrice Gay zostali sklasyfikowani odpowiednio na ósmej i dziewiątej pozycji w klasyfikacji generalnej. Argentyńczyk odniósł nawet jedno zwycięstwo podczas pierwszego wyścigu drugiej rundy na torze Circuit de Catalunya. Poza tym stanął dwukrotnie na podium, a Patrice Gay uczynił to raz. Dorobek 130 punktów pozwolił ekipie stanąć na najniższym stopniu podium klasyfikacji końcowej zespołów. Rok później w zespole wspieranym przez Nokię trzykrotnie zwyciężał Hiszpan Ángel Burgueño, który został sklasyfikowany na czwartym miejscu w klasyfikacji kierowców. Zespół został sklasyfikowany na szóstym miejscu. Nieco gorzej spisała się ekipa wspierana przez firmę Sol, która była dwunasta. W sezonie 2000 znów główną rolę w zespole odgrywał Ángel Burgueño, który dwukrotnie zwyciężał. Zgromadzonych przezeń 127 punktów dało mu czwarte miejsce, a jego ekipie – czwartą pozycję w klasyfikacji generalnej.